# Cercartetus concinnus
Cercartetus concinnus là một loài động vật có vú trong họ Burramyidae, bộ Hai răng cửa. Loài này được Gould mô tả năm 1845.
Loài này này dễ bị tổn thương do mất môi trường sống và thiếu thức ăn. Phạm vi phân bố bao gồm Tây Nam Úc, trên bờ biển phía nam và cánh đồng lúa mì, và các khu vực của Nam Úc, Đảo Kangaroo và Victoria phía nam đến Edenhope. Chúng cũng được tìm thấy ở phía tây nam New South Wales, nơi loài này được liệt kê là có nguy cơ tuyệt chủng. Loài này sinh sống ở vùng rừng nửa khô cằn, cây bụi và cây thạch thảo, bị chi phối bởi các loài thực vật như Callistemon, tràm, bankia và grevillea. 